# Red Fang
O Red Fang é uma banda americana de heavy metal/stoner rock.
A banda lançou o seu primeiro disco autointitulado em 2009 pelo selo Sargent House. Em 2011, o quarteto lançou o disco Murder the Mountains, primeiro pela gravadora Relapse Records e produzido pelo músico Chris Funk, membro do grupo The Decemberists. Após o lançamento do segundo álbum, o Red Fang excursionou pelo mundo e tocou ao lado de bandas como Crowbar, Helmet, Megadeth, Down, entre outros.
Em setembro de 2011, o grupo foi escolhido para participar da turnê de lançamento do novo disco do Mastodon , junto do The Dillinger Escape Plan.

## Vindas ao Brasil
Em setembro de 2012 a banda veio ao Brasil para participar do festival Porão do Rock, de Brasília. Esse show fez parte da turnê de divulgação do disco Murder the Mountains. A banda dividiu os palcos com bandas brasileiras de expressão como Raimundos, Surreição, Slow Bleeding, Trivium, Trampa, entre outras. O show teve um público melhor do que o esperado e foi muito bem de crítica. Nesta tour o Red Fang ainda tocou em São Paulo no Inferno Club ao lado da banda paulista Grindhouse Hotel.
Em 13 de maio de 2017, a banda tocou novamente no Brasil, em Interlagos (São Paulo-SP) como atração do Maximus Music Festival, ao lado das bandas Linkin Park, Prophets of Rage, Slayer, Rob Zombie, Ghost, Five Finger Death Punch e Hatebreed.
Em 2018 a banda retornará ao Brasil como parte da Latin America Tour, com shows em Goiânia-GO (21/03), Florianópolis-SC (22/03), Rio de Janeiro-RJ (23/03), São Paulo-SP (24/03) e Belo Horizonte-MG (25/03).

## Discografia
- Red Fang - (2009)

1. "Prehistoric Dog" - 4:28
2. "Reverse Thunder" - 3:15
3. "Night Destroyer" - 3:12
4. "Humans Remain Human Remains" - 6:29
5. "Good to Die" - 3:29
6. "Bird on Fire" - 3:08
7. "Wings of Fang" - 2:49
8. "Sharks" - 2:26
9. "Whales and Leeches" - 4:21
10. "Witness" - 2:38

- Murder the Mountains - (2011)

1. "Malverde" - 4:02
2. "Wires" - 5:43
3. "Hank is Dead" - 2:36
4. "Dirt Wizard" - 2:57
5. "Throw Up" - 6:33
6. "Painted Parade" - 2:27
7. "Number Thirteen" - 4:45
8. "Into the Eye" - 3:58
9. "The Undertow" - 5:02
10. "Human Herd" - 3:51
11. "Over the Edge" (The Wipers cover) 3:57
12. "Through" (No Talent cover) 4:42
13. "Pawn Everything"  1:24

- Whales and Leeches - (2013)

1. "DOEN" - 3:18
2. "Blood Like Cream" - 3:33
3. "No Hope" - 2:58
4. "Crows in Swine" - 3:01
5. "Voices of the Dead" - 2:43
6. "Behind the Light" - 2:44
7. "Dawn Rising" - 7:01
8. "Failure" 4:57
9. "1516" - 3:37
10. "This Animal" - 2:42
11. "Every Little Twist" - 4:44
12. "Murder the Mountains" - 1:54
13. "Black Water" - 4:40

- Only Ghosts - (2016)

1. "Flies" - 3:37
2. "Cut It Short" - 4:11
3. "Flames" - 1:30
4. "No Air" - 4:52
5. "Shadows" - 3:11
6. "Not For You" - 3:19
7. "The Smell of The Sound" - 5:23
8. "The Deep" 4:27
9. "I Am a Ghost" - 4:08
10. "Living in Lye" - 6:19